# پیتر بویل (اپیدمیولوژیست)
پیتر بویل (انگلیسی: Peter Boyle (epidemiologist)؛ زادهٔ ۱۹۵۱) یک دانشمند اهل بریتانیا است.